# Semana Santa en Melilla
La Semana Santa de Melilla es una celebración religiosa de tradición católica que tiene lugar cada año en la ciudad autónoma de Melilla (España), durante la última semana de Cuaresma, entre el Domingo de Ramos y el Domingo de Resurrección. Forma parte de las manifestaciones de religiosidad popular de la Iglesia católica en el norte de África y constituye una de las expresiones culturales y devocionales más importantes de la ciudad.
Organizada por diversas hermandades y cofradías adscritas a la diócesis de Málaga, esta celebración combina elementos litúrgicos, procesionales y artísticos, reflejando una fuerte influencia de la Semana Santa andaluza, especialmente de Málaga y Granada. Las procesiones recorren las principales calles del centro histórico y moderno de Melilla, acompañadas de música sacra, imágenes religiosas, pasos ornamentados y nazarenos, en un ambiente de recogimiento y fervor popular.

## Historia

### Edad Moderna

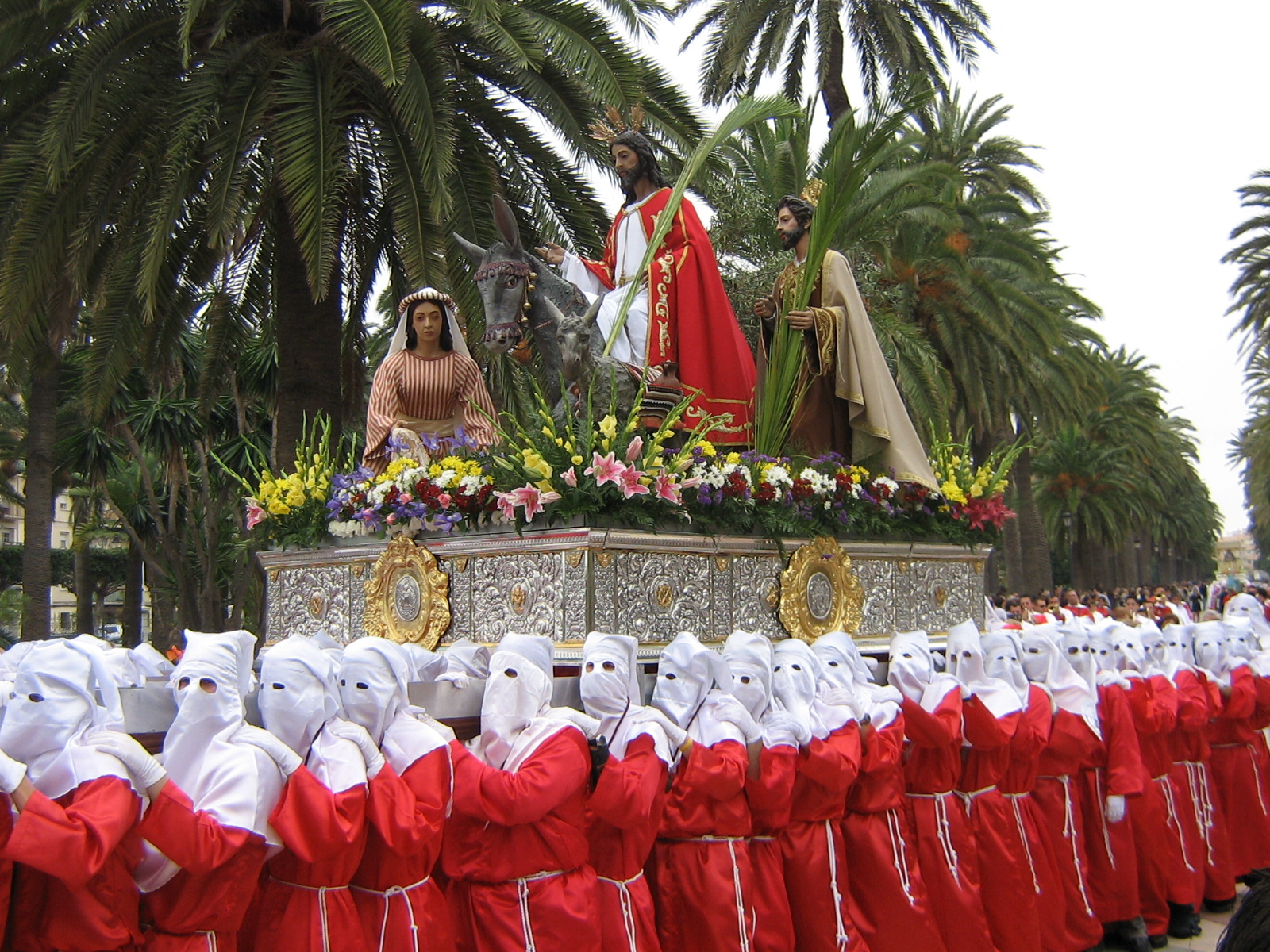
Domingo de Ramos

La celebración de la Semana Santa en Melilla tiene sus orígenes en los primeros años tras la incorporación de la ciudad al Reino de Castilla en 1497. Ya en 1498 se documenta la primera procesión del Cristo de la Vera Cruz, considerada el acto fundacional de la tradición cofrade melillense. Esta manifestación de fe fue organizada por los primeros cristianos que se asentaron en la ciudad, principalmente soldados y funcionarios castellanos, quienes buscaban replicar las costumbres religiosas del sur peninsular.

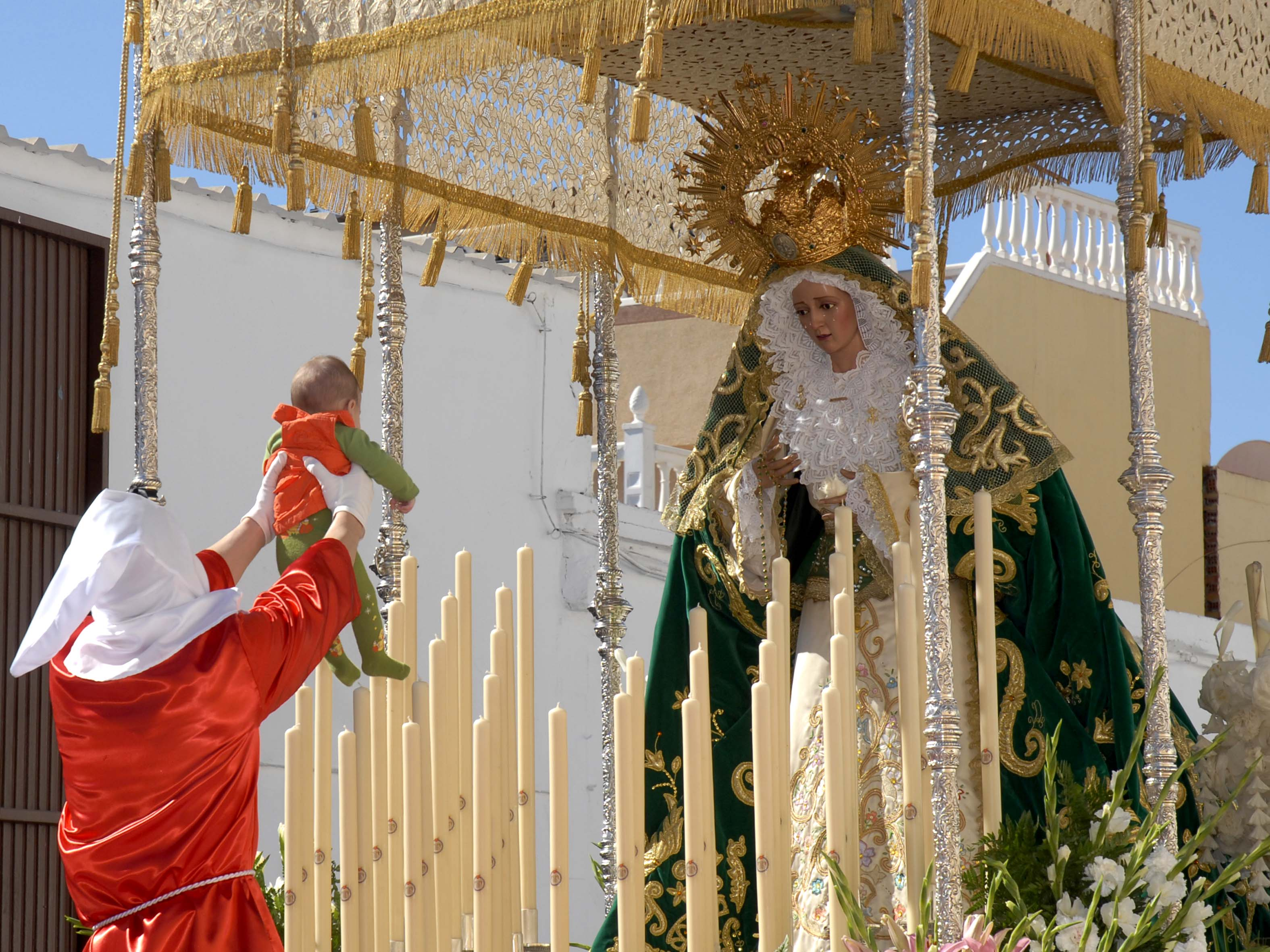
Domingo de Ramos

Durante la Edad Moderna, la religiosidad melillense estuvo fuertemente marcada por su carácter militar y fronterizo. La ciudad, situada en un enclave estratégico del norte de África, era plaza militar y de frontera, lo que condicionaba la vida litúrgica y procesional. La presencia de órdenes religiosas y clérigos castrenses facilitó la celebración de actos religiosos ligados al calendario litúrgico, si bien la precariedad de medios y la inestabilidad regional limitaron el desarrollo de cofradías formales en los siglos XVI y XVII.

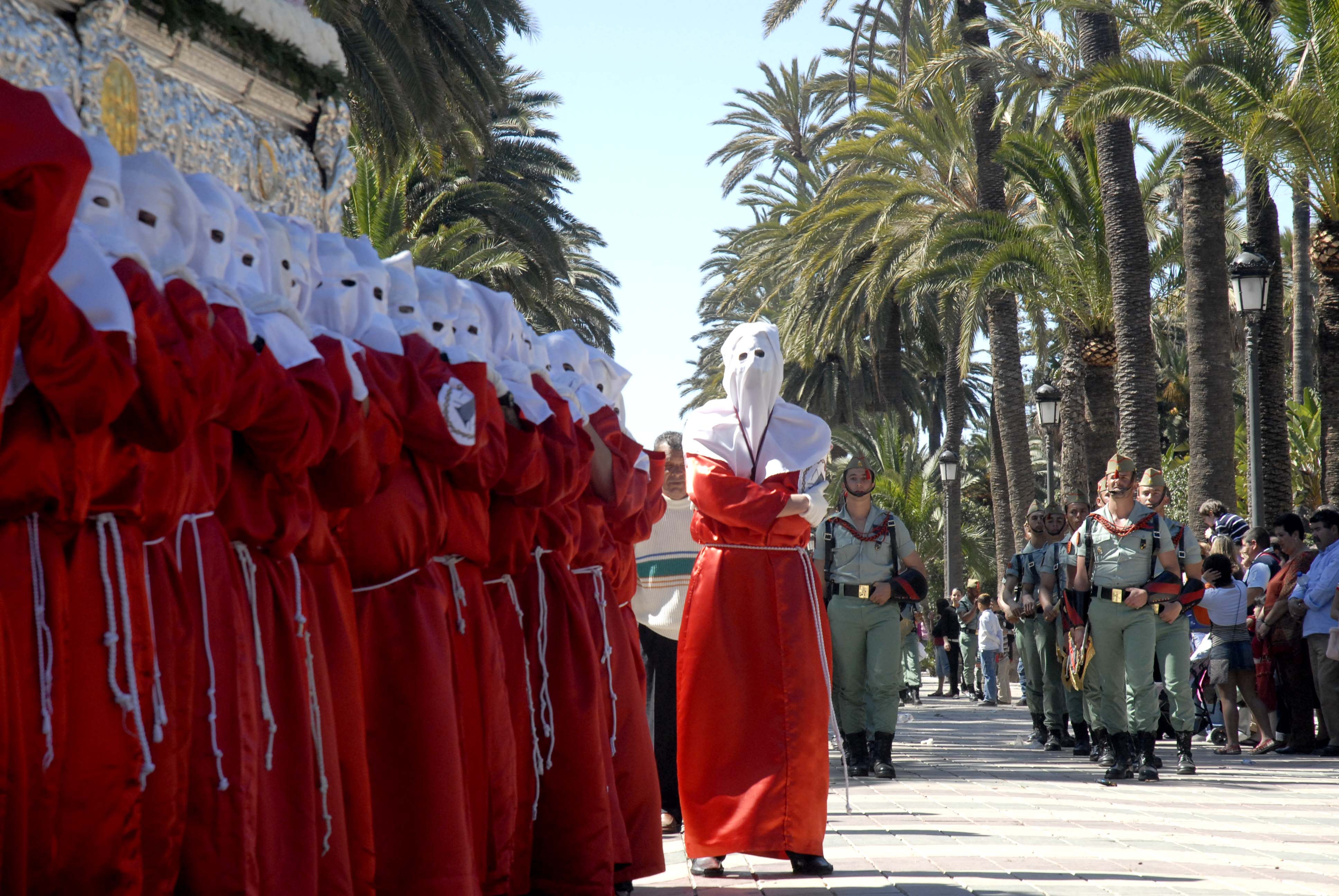
Domingo de Ramos

El principal centro de culto cristiano fue, desde los primeros tiempos, la Real y Pontificia Iglesia de la Purísima Concepción, edificada en el siglo XVI y situada en Melilla La Vieja. Este templo fue el epicentro de la vida religiosa melillense durante siglos, y desde allí se promovieron los actos litúrgicos más importantes, incluidas las primeras celebraciones de Semana Santa.

### Edad Contemporánea

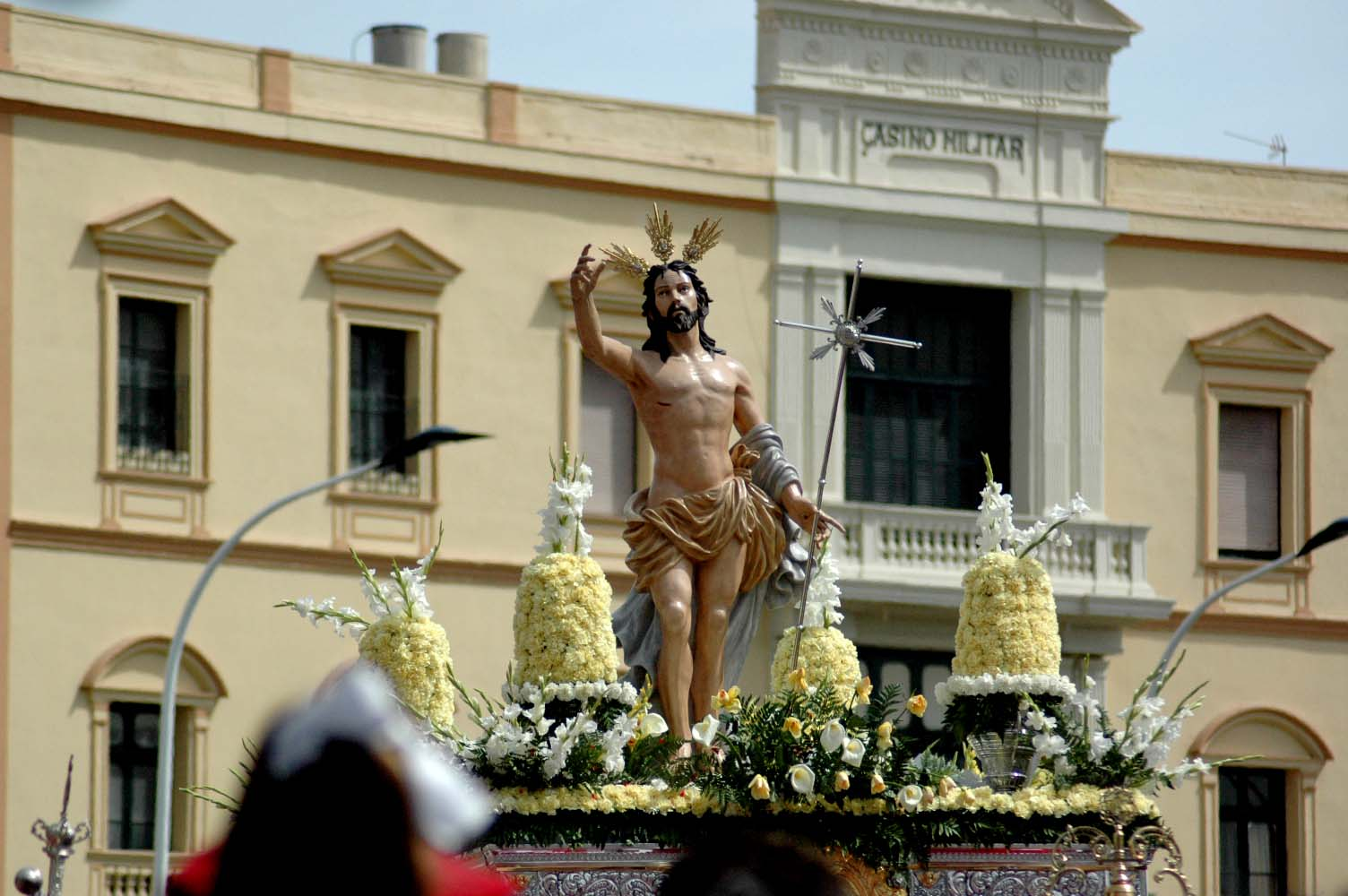
Lunes Santo

La Semana Santa de Melilla experimentó un notable impulso a partir del siglo XX, especialmente tras la consolidación de la ciudad como núcleo civil y militar en la región. En la década de 1940 comenzaron a establecerse cofradías con estructura moderna, influenciadas por los modelos andaluces, particularmente de Málaga y Granada, con los que Melilla mantiene estrechas relaciones culturales y religiosas.
En estos años surgen las primeras procesiones estables organizadas por hermandades formales, destacando la Hermandad del Nazareno, heredera espiritual de la tradición del Cristo de la Vera Cruz. A lo largo del siglo XX se incorporaron nuevas cofradías como la de la Flagelación, Jesús Cautivo, la Soledad y el Cristo Humillado.

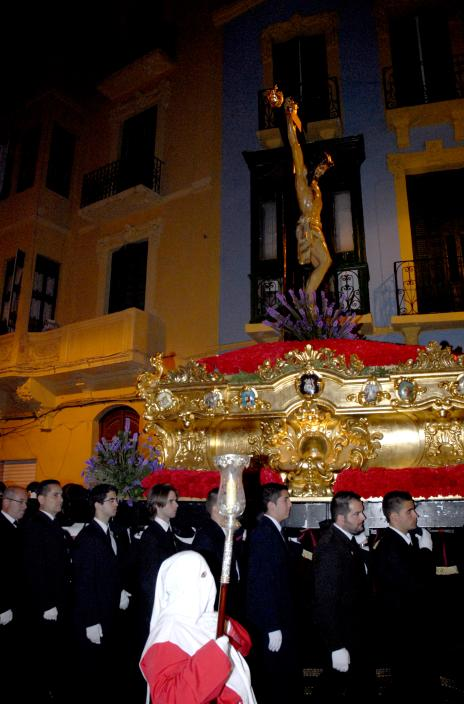
Jueves Santo

Durante la década de 1970, la Semana Santa melillense sufrió un importante declive, debido a cambios sociales, disminución de vocaciones y pérdida de participación ciudadana. Sin embargo, a partir de los años 80 y 90, comenzó una nueva etapa de revitalización, gracias al esfuerzo de fieles, parroquias y jóvenes cofrades. Se restauraron pasos procesionales, se crearon agrupaciones musicales y se reforzó el vínculo con la diócesis de Málaga, a la que Melilla pertenece.

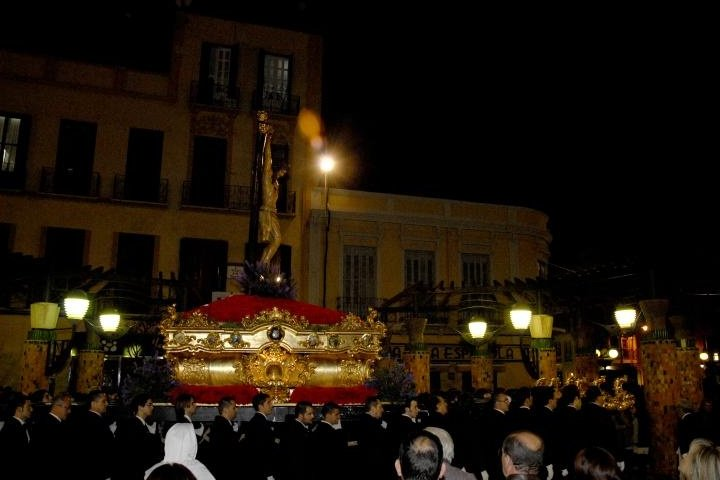
Jueves Santo

En el siglo XXI, la Semana Santa de Melilla ha alcanzado un alto nivel organizativo y artístico, consolidándose como una de las celebraciones religiosas más significativas de la ciudad.

## Recorrido y Carrera Oficial

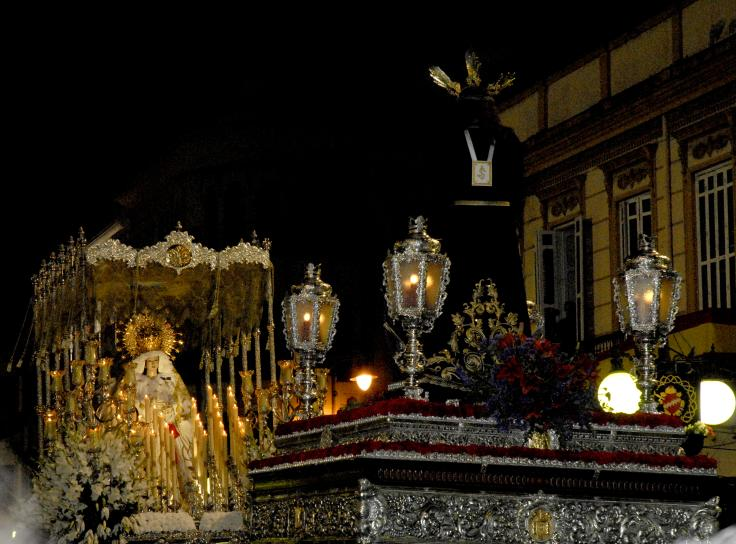
Jueves Santo

Primitivamente, las hermandades de Melilla realizaban sus recorridos por las inmediaciones de sus respectivas parroquias y sedes canónicas. Con el paso del tiempo y el crecimiento del fervor cofrade en la ciudad, se fue consolidando un itinerario común para muchas de las procesiones, que adquirió la forma de lo que hoy se conoce como Carrera Oficial.
La Carrera Oficial de la Semana Santa melillense tiene su punto de inicio en la Plaza de España, uno de los espacios más emblemáticos y céntricos de la ciudad. Desde allí, las hermandades transitan por la Avenida Juan Carlos I, avanzando en procesión solemne ante la presencia de autoridades, clero, cofrades y fieles, hasta llegar a la Plaza Menéndez Pelayo, donde se ubica la tribuna oficial. Este recorrido común permite una organización ordenada y garantiza que cada cofradía sea recibida con el mismo respeto y recogimiento.

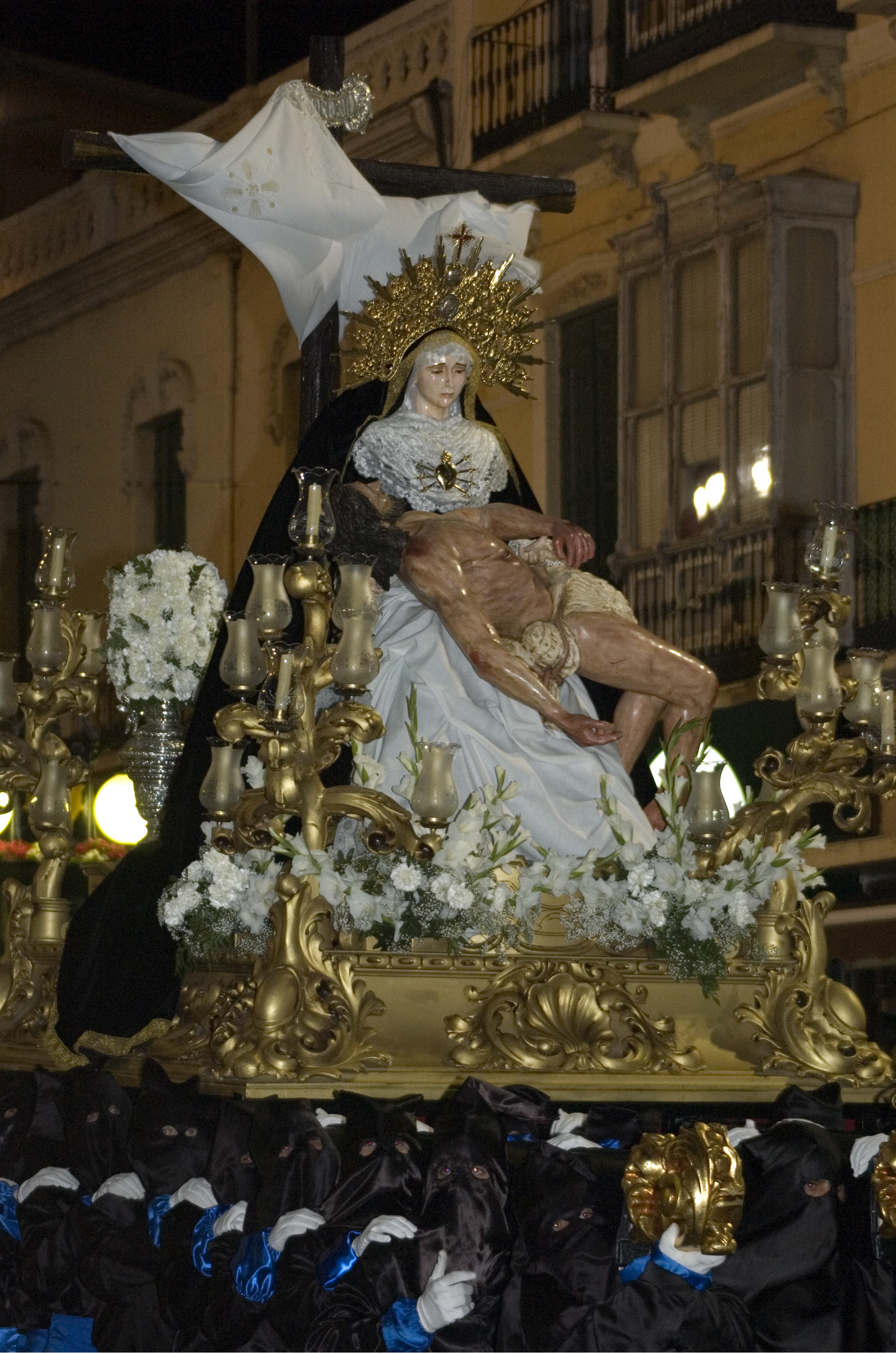
Viernes Santo

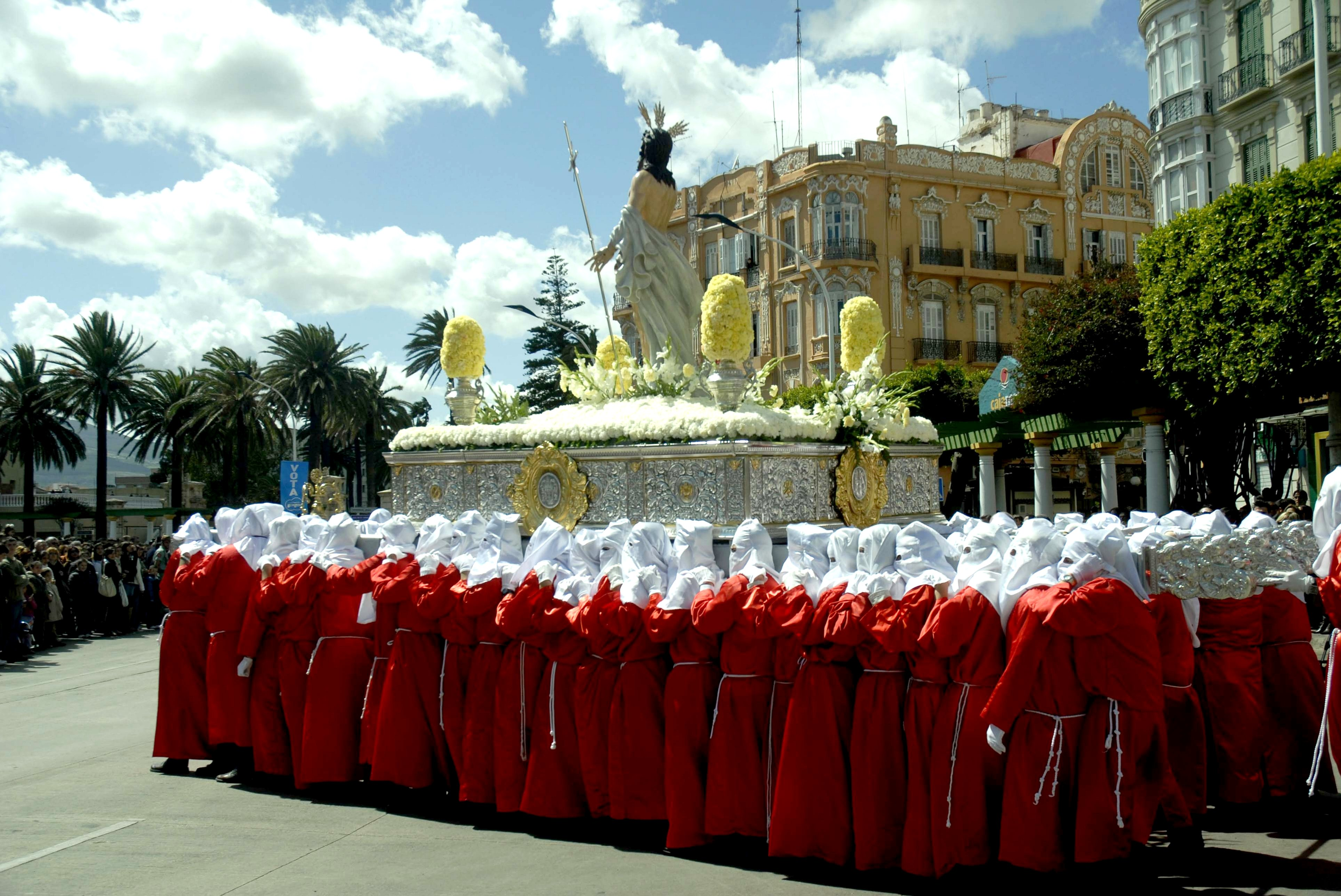
Domingo de Resurrección

Durante su paso por la Carrera Oficial, las cofradías atraviesan calles engalanadas, acompañadas por marchas procesionales interpretadas por agrupaciones musicales, mientras los asistentes guardan un respetuoso silencio o elevan su fervor con saetas y oraciones. Las imágenes titulares, muchas de ellas tallas de gran valor artístico, procesionan sobre pasos ricamente decorados con bordados y orfebrería que reflejan la devoción popular.

### Recorridos destacados
- En el Domingo de Ramos, la cofradía de la Entrada Triunfal en Jerusalén, conocida como La Pollinica, parte desde la parroquia de la Medalla Milagrosa y realiza su estación de penitencia recorriendo el centro de la ciudad hasta completar su paso por la Carrera Oficial.[11]
- En Lunes Santo, la Hermandad de La Sentencia parte desde las inmediaciones de la Plaza de Toros, transitando por calles como Maestro Ángel García y Luis de Sotomayor antes de incorporarse al recorrido común.[12]
- El Miércoles Santo destaca la procesión de Nuestro Padre Jesús Nazareno en su Dulce Nombre y María Santísima de los Dolores, que también inicia su recorrido desde la zona de la Plaza de Toros, cumpliendo con su estación de penitencia en el itinerario oficial.[13]
- El Jueves Santo es uno de los días con mayor actividad procesional. Hermandades como la de Nuestro Padre Jesús Cautivo de Medinaceli y María Santísima del Rocío, Jesús El Flagelado y Nuestra Señora del Mayor Dolor, y el Santísimo Cristo de la Paz recorren diferentes barrios y confluyen en la Carrera Oficial desde distintos puntos de la ciudad.[14]
- En Viernes Santo, se suceden procesiones de gran recogimiento y sobriedad, como la del Santísimo Cristo de la Buena Muerte y María Santísima de la Piedad, la del Santo Entierro y la de la Soledad de Nuestra Señora, que parten desde el centro y barrios cercanos al Sagrado Corazón, dirigiéndose también hacia el recorrido común.[8]

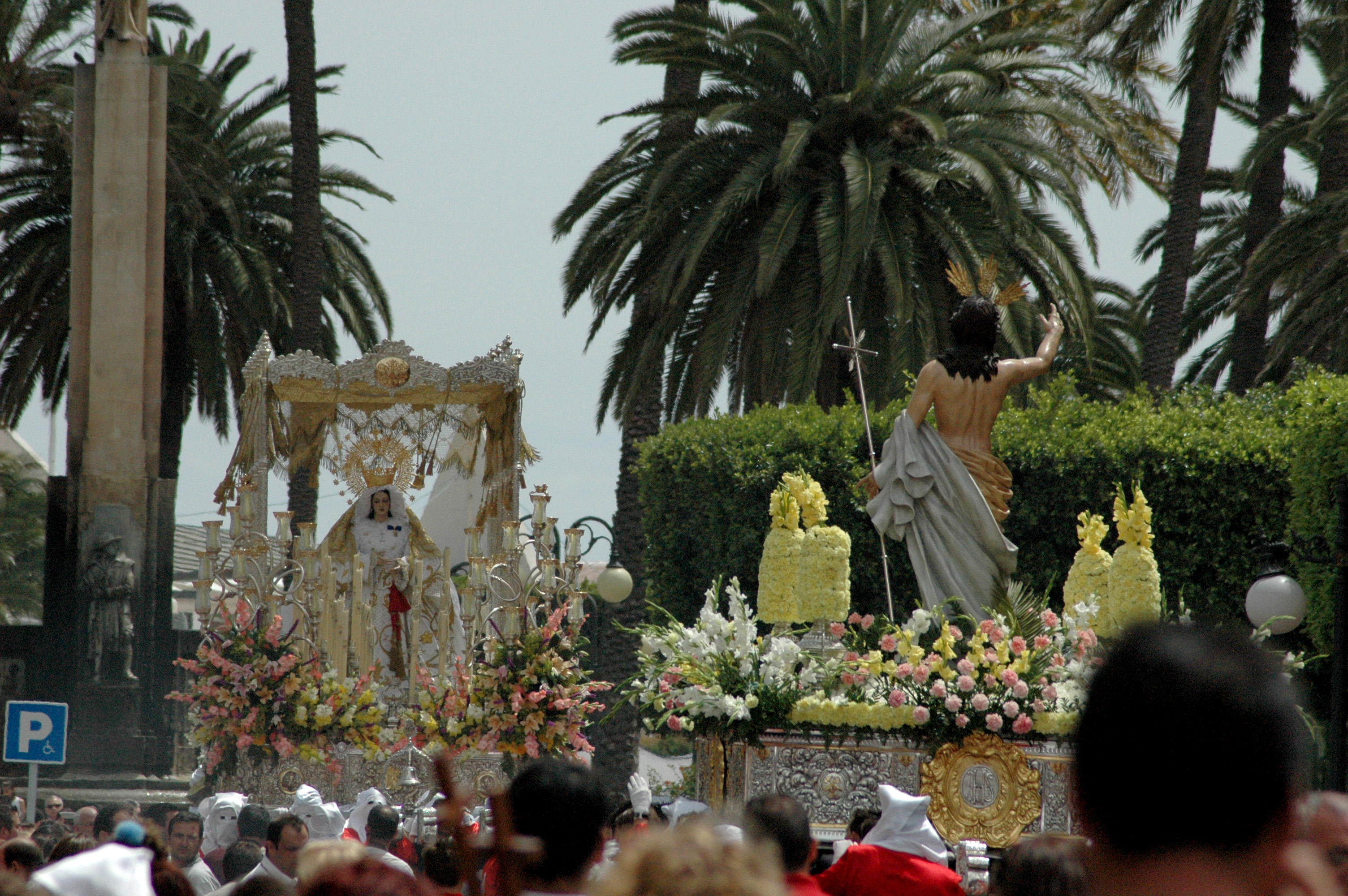
Domingo de Resurrección

- Domingo de ResurrecciónFinalmente, en el Domingo de Resurrección, la Semana Santa melillense culmina con el tradicional Encuentro, una procesión festiva que celebra la victoria de Cristo sobre la muerte y que congrega a numerosas personas en el centro de la ciudad.[15]

## La procesión
Las procesiones de la Semana Santa de Melilla siguen la estructura típica de las celebraciones penitenciales españolas, y están organizadas por las distintas cofradías y hermandades de la ciudad. Cada una de estas procesiones está compuesta por un cortejo encabezado por la cruz de guía, seguida por filas de nazarenos, insignias, acólitos y pasos procesionales portados por costaleros o cargadores.

### Cortejo procesional
El cortejo comienza con la cruz de guía, que señala el inicio de la procesión. Esta suele ir acompañada de nazarenos con faroles. A continuación desfilan los nazarenos, vestidos con túnicas y capirotes según la cofradía a la que pertenecen. Estos portan cirios o cruces, y entre sus filas se intercalan diversas insignias como el senatus, el simpecado, el estandarte corporativo y el libro de reglas.
Al final del tramo de nazarenos suele marchar la presidencia de la hermandad, formada por miembros destacados de la cofradía, clero e invitados, seguida de los acólitos —que portan ciriales, incensarios o dalmáticas— y, por último, los pasos procesionales.

### Pasos
Los pasos son plataformas portadas a hombros por los costaleros, sobre las que se representan escenas de la Pasión de Cristo o se procesiona a la Virgen María bajo palio. El diseño de los pasos suele incluir elementos de orfebrería, bordado y floristería, así como iluminación con candelabros, faroles o hachones.
Las dimensiones de los pasos varían según la cofradía, pero todos comparten una estructura básica compuesta por la parihuela (estructura interna), la canastilla (parte tallada y decorada) y los faldones de tela. El llamador o martillo, ubicado al frente, es usado por el capataz para dar las órdenes de levantá y arriá a los costaleros.

### Costaleros y capataces
En Melilla, al igual que en otras ciudades de Andalucía y el sur de España, los pasos son llevados por costaleros, que portan el peso sobre la nuca protegida por un costal. En algunos casos, especialmente en procesiones más pequeñas, se utilizan anderos o cargadores externos.
El responsable de dirigir a los costaleros es el capataz, quien da las órdenes de marcha y detención del paso, manteniendo la coordinación durante todo el recorrido. En algunas cofradías, se conserva la figura del pertiguero, que marca el paso a los acólitos y se asegura del orden litúrgico.

## Imagineros
Siglos XX y XXI
- José Navas-Parejo: Reconocido por su trabajo en Melilla, fue el autor de varias de las imágenes de la Semana Santa local, destacando especialmente su trabajo en la Hermandad de la Virgen de la Esperanza. Entre sus obras más conocidas en la ciudad, destacan las imágenes de Jesús de la Sentencia y Virgen de la Esperanza, realizadas en la década de 1970.[21]
- Vicente Rodilla: Fue el autor de varias tallas en la ciudad, creando algunas de las imágenes más emblemáticas de la Semana Santa melillense, como el Cristo de la Redención (1973), que procesiona en la Hermandad de la Redención, y la Virgen del Amparo (1980), que es una de las principales imágenes de la Hermandad del Amparo.[22]
- Juan Manuel Montaño: Es otro de los imagineros más relevantes en Melilla. Sus trabajos incluyen la imagen de Jesús Cautivo, que procesiona en la Hermandad del Cautivo, y la Virgen de la Caridad de la Hermandad de la Caridad, ambas tallas de gran devoción en la ciudad.[23]

## Música
La música desempeña un papel esencial en la Semana Santa de Melilla, aportando solemnidad y profundidad a las procesiones. La ciudad cuenta con diversas formaciones musicales que acompañan a las cofradías en sus estaciones de penitencia.

### Bandas y agrupaciones musicales
- Agrupación Musical Nuestro Padre Jesús de la Flagelación: Fundada en 2004 por José Antonio Hurtado, Jesús Núñez, Juan Luis Regurero y José Pedro Pomares, esta banda fue pionera en la incorporación de música procesional en Melilla. Actualmente, la banda cuenta con 37 músicos y ha compuesto varias marchas propias, como Virgen del Mayor Dolor y Nuestro Padre Jesús de la Flagelación, ambas compuestas por Salvador Rubio Salom. Su repertorio incluye 59 marchas, de las cuales 11 son composiciones originales.[26][27]
- Banda de Música de la Cofradía del Nazareno: Esta formación, heredera de las tradiciones militares, acompaña al paso de misterio del Nazareno en Melilla la Vieja. Su estilo se caracteriza por la interpretación de marchas militares adaptadas al contexto religioso.[28]
- Agrupación Musical del Rocío: Esta banda acompaña a la Virgen del Rocío durante sus procesiones, destacándose por su esfuerzo y dedicación en las salidas procesionales. Su recorrido es uno de los más largos de la Semana Santa melillense.[28]
- Banda de Música de la Comgemel: La Banda de Música de la Comandancia General de Melilla ofrece un concierto tradicional de Semana Santa en la Iglesia del Sagrado Corazón, combinando piezas religiosas con marchas castrenses. Este evento es una muestra de la colaboración entre las fuerzas armadas y la comunidad religiosa local.[29]
- Trío de Música de Capilla "Orfeus": Formado por un oboe, un clarinete y un fagot, este trío interpreta música fúnebre durante las procesiones de luto, como la del Viernes Santo de la Cofradía Castrense. Su música delicada y solemne provoca el silencio y el recogimiento entre los asistentes.[24]

### Conciertos destacados
- "Aires de Cuaresma": Este concierto, organizado por la Asociación Orquesta, Banda y Coro Ciudad de Melilla en colaboración con la Agrupación de Cofradías, presenta marchas de procesión como La Saeta y Mi Amargura. El evento busca acercar la música de Semana Santa a la comunidad y fomentar la participación cultural.[30]

## Programación televisiva sobre la Semana Santa de Melilla
La Semana Santa de Melilla es una de las celebraciones religiosas más destacadas de la ciudad, y su cobertura televisiva es una parte esencial para acercar esta tradición a todos los hogares. Televisión Melilla (TVM) ofrece una programación especial durante esta semana, destacando el programa "Cruz de Guía", que se emite en directo desde el Domingo de Ramos hasta el Domingo de Resurrección.

### Programación de TVM: "Cruz de Guía"
El programa "Cruz de Guía", dirigido por Carlos Rubiales, es el eje central de la cobertura televisiva de la Semana Santa en Melilla. Inicia su emisión a las 9:45 horas del Domingo de Ramos y se mantiene activo todos los días de la semana. Para ello, se despliegan tres equipos de realización en directo que siguen la evolución de todos los pasos procesionales, desde sus respectivas salidas hasta los encierros, con especial atención a sus itinerarios y recorrido oficial en la Avenida Juan Carlos I.
El equipo de "Cruz de Guía" está compuesto por Francis Alemany desde el plató en Miguel Zazo, Carlos Rubiales en la avenida y María José Ramírez en el itinerario de las procesiones, coordinando a una veintena de técnicos para ofrecer una cobertura exhaustiva de los eventos. Además de las retransmisiones en directo, el programa incluye secciones como "Entre milenios", que repasa recuerdos de las procesiones pasadas, y reportajes sobre los preparativos en las distintas casas de hermandad. También se conmemoran eventos especiales, como el XXV Aniversario de la Cofradía del Humillado y los Santos Oficios.

## Números de la Semana Santa melillense
- Hermandad con mayor número de nazarenos: La Real Cofradía y Hermandad Franciscana de Nuestro Padre Jesús Nazareno y María Santísima de los Dolores es reconocida por su gran número de nazarenos, aunque el dato exacto varía cada año.[33]
- Hermandad con menor número de nazarenos: La Cofradía Castrense de Nuestro Padre Jesús Humillado y María Santísima de la Piedad suele contar con un número reducido de nazarenos, reflejando su carácter más íntimo y militar.[26]
- Hermandad con mayor número de hermanos: La Real Cofradía y Hermandad Franciscana de Nuestro Padre Jesús Nazareno y María Santísima de los Dolores también destaca por su elevado número de hermanos, consolidándose como una de las más antiguas y numerosas de la ciudad.[34]
- Hermandad con menor número de hermanos: La Cofradía Castrense de Nuestro Padre Jesús Humillado y María Santísima de la Piedad presenta una estructura más reducida, acorde a su ámbito castrense.[33]
- Hermandad con recorrido más largo: La Cofradía de Nuestro Padre Jesús Cautivo de Medinaceli y María Santísima del Rocío realiza un recorrido extenso, abarcando diversas calles de Melilla.[33]
- Hermandad con recorrido más corto: La Venerable y Muy Piadosa Cofradía de la Soledad de Nuestra Señora y del Cristo de la Paz tiene un itinerario más breve, adaptado a su carácter contemplativo.[33]
- Hermandades con más pasos (3): La Real Cofradía y Hermandad Franciscana de Nuestro Padre Jesús Nazareno y María Santísima de los Dolores, la Venerable Cofradía y Hermandad Franciscana de Nuestro Padre Jesús de la Flagelación y Nuestra Señora del Mayor Dolor, y la Cofradía de Nuestro Padre Jesús Cautivo de Medinaceli y María Santísima del Rocío, cada una con tres pasos procesionales.[33]
- Hermandades con menos pasos (1): La Cofradía Castrense de Nuestro Padre Jesús Humillado y María Santísima de la Piedad y la Venerable y Muy Piadosa Cofradía de la Soledad de Nuestra Señora y del Cristo de la Paz, cada una con un único paso procesional.[33]
- Hermandad más antigua: La Real Cofradía y Hermandad Franciscana de Nuestro Padre Jesús Nazareno y María Santísima de los Dolores, con una historia que se remonta a siglos atrás, es la más antigua de la ciudad.[33]
- Hermandad más moderna: La Cofradía Castrense de Nuestro Padre Jesús Humillado y María Santísima de la Piedad, establecida en tiempos más recientes, representa la modernidad en la tradición cofrade melillense.[33]
- Cristo más antiguo: El Santísimo Cristo de la Vera Cruz, venerado por la población melillense, es una de las imágenes más antiguas de la ciudad.
- Cristo más moderno: Nuestro Padre Jesús de la Paz, de reciente creación, refleja la renovación y adaptación de las cofradías a los tiempos actuales.
- Virgen más antigua: Nuestra Señora del Mayor Dolor, venerada en la ciudad, es una de las imágenes marianas más antiguas de Melilla.
- Virgen más moderna: Nuestra Señora de la Esperanza, de reciente incorporación, simboliza la esperanza y la devoción mariana en la ciudad.
- Pasos con mayor número de costaleros: El paso de Nuestro Padre Jesús Nazareno y María Santísima de los Dolores, debido a su tamaño y peso, requiere un número considerable de costaleros para su porteo.
- Paso con menos costaleros: El paso de la Virgen de la Soledad, por su menor tamaño, es llevado por un número reducido de costaleros.
- Paso de Cristo de mayor tamaño: El paso de Nuestro Padre Jesús Nazareno, por su envergadura, es uno de los más grandes de la ciudad.
- Paso de Virgen de mayor tamaño: El paso de María Santísima de los Dolores, por su estructura, es uno de los más grandes en Melilla.